# Michael Frey (Komponist)
Michael Frey (* 1787 in Ladenburg; † 10. August 1832 in Mannheim) war ein deutscher Geiger, Kapellmeister und Komponist.
Frey studierte Komposition bei Antonio Salieri in Wien. Er wirkte von 1823 bis 1832 als Kapellmeister des Orchesters des Nationaltheaters Mannheim. Sein Nachfolger war Joseph Eschborn. Frey komponierte u. a. ein Violinkonzert und drei Opern, darunter das Singspiel Jery und Bätely nach einem Libretto von Johann Wolfgang von Goethe, das von der Musikkritik mit Beifall aufgenommen wurde. Aus dem Jahr 1821 ist das Autograph einer lateinischen Messe für gemischten Chor mit Orgelbegleitung von Frey erhalten. Diese Messe ist am 25. Dezember 2021 in der Liebfrauenkirche zu Gernsbach im Murgtal (Baden-Württemberg) fast auf den Tag genau 200 Jahre nach ihrer Fertigstellung – vermutlich zum ersten Mal – erklungen. Ausführende waren die Mitglieder eines ökumenischen Vokalensembles unter der Leitung von Holger Becker.

## Familie
Michael Frey heiratete am 23. November 1818 in Mannheim Christine Salome Weller. Sie war die Enkelin des Hofbibliothekars Andreas Lamey, Schwester des Hofmalers Theodor Leopold Weller. Das Paar bekam drei Söhne: Heinrich Franz Xaver, Philipp Theodor Joseph und Heinrich Joseph.